# The Power of Madonna
"The Power of Madonna" é o décimo quinto episódio da série de televisão de norte-americana Glee. A sua transmissão original nos Estados Unidos ocorreu na noite de 20 de abril de 2010. No episódio, Sue Sylvester (Jane Lynch), treinadora das líderes de torcida, determina que as canções de Madonna sejam reproduzidas pelo sistema de intercomunicação da escola. Enquanto isso, Will Schuester (Matthew Morrison), diretor do glee club, propõe uma atividade inspirada na cantora, buscando fortalecer e empoderar as integrantes do grupo. Escrito e dirigido pelo criador da série, Ryan Murphy, "The Power of Madonna" homenageia a artista com versões cover de oito de suas canções, após Madonna conceder os direitos de seu catálogo à produção. Em 20 de abril de 2010, foi lançado o álbum Glee: The Music, The Power of Madonna, contendo as gravações em estúdio das canções apresentadas no episódio.
O episódio alcançou uma audiência de 12,98 milhões de espectadores nos Estados Unidos e recebeu críticas predominantemente positivas. Críticos como Tim Stack, da Entertainment Weekly, e Aly Semigran, da MTV, elogiaram "The Power of Madonna", classificando-o como o melhor episódio de Glee até aquele momento. Bobby Hankinson, do Houston Chronicle, foi ainda mais entusiasta, descrevendo-o como "o mais agradável de assistir". Mas Emily VanDerWerff, do The A.V. Club, apontou que o aumento das apresentações musicais comprometeu o equilíbrio tonal da série, enquanto Eric Goldman, do IGN, questionou a qualidade do roteiro. Apesar das opiniões divergentes, Madonna elogiou o episódio, descrevendo-o como "brilhante em todos os níveis". Além disso, o episódio ganhou a categoria de "melhor mixagem de som numa série de comédia ou drama" no Creative Arts Emmy Awards, e Jane Lynch o Emmy do Primetime de melhor atriz secundária numa série de comédia por seu desempenho como Sue.

## Sinopse
Will Schuester (Matthew Morrison) percebe que as meninas do clube Glee estão enfrentando dificuldades para se sentirem respeitadas e ouvidas pelos meninos, e decide fazer um projeto especial: dedicar a semana à música de Madonna, cuja carreira é marcada pelo empoderamento feminino e quebra de tabus. As garotas, inspiradas pelas letras e atitude da cantora, começam a enfrentar seus próprios conflitos com mais confiança. Rachel (Lea Michele) pondera se está pronta para perder a virgindade com Jesse (Jonathan Groff), enquanto Finn (Cory Monteith) é pressionado por Santana (Naya Rivera) a fazer sexo, o que o deixa inseguro e dividido entre desejo e valores. Enquanto isso, Kurt (Chris Colfer) e Mercedes (Amber Riley) sentem-se subestimados no grupo e acabam ajudando Sue Sylvester (Jane Lynch) a regravar o videoclipe de "Vogue".

## Produção

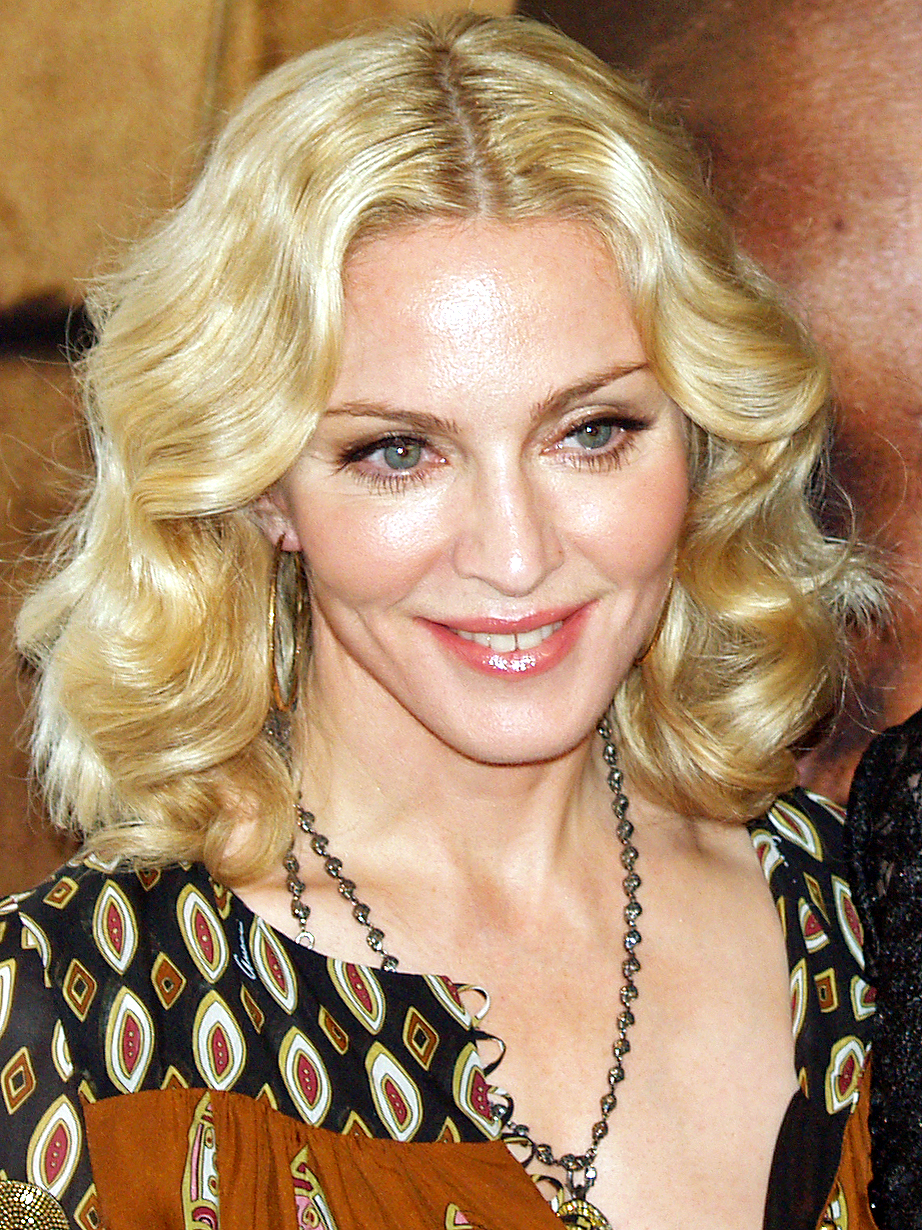
Madonna (foto) autorizou Glee a usar todo o seu catálogo musical.

Em 2009, Madonna autorizou Glee a utilizar todo o seu catálogo musical. O criador da série, Ryan Murphy, que já havia colaborado com a artista anteriormente, idealizou um episódio especial em sua homenagem. Com total apoio de Madonna, o projeto tomou forma, contando com a cooperação dela em todos os aspectos. O episódio foi gravado em janeiro de 2010, Lynch interpretou "Vogue", marcando a primeira vez que a atriz cantou no programa. Os ensaios para o número começaram em dezembro de 2009. Filmado em preto e branco, a produção exibiu o videoclipe original como referência para os atores durante as gravações. Para completar a homenagem, Lynch usou um espartilho cônico, um dos trajes mais emblemáticos da cantora.
Antes da divulgação da lista de faixas do episódio, Morrison esperava que seu personagem, o diretor do glee club Will Schuester, interpretasse "Like a Virgin", acreditando que a canção refletia bem sua relação com a conselheira Emma Pillsbury. Seguidamente, William Keck, da TV Guide, confirmou que Emma faria parte do tema, com Mays concordando que essa seria uma escolha perfeita para sua personagem.
O EP Glee: The Music, The Power of Madonna, com versões em estúdio das canções apresentadas no episódio, foi lançado em 20 de abril de 2010. O álbum inclui faixas como "Express Yourself", uma mescla musical de "Borderline" e "Open Your Heart", "Vogue", "Like a Virgin", "4 Minutes", "What it Feels Like for a Girl" e "Like a Prayer". A edição do iTunes inclui a faixa bônus "Burning Up", que não foi apresentada no episódio. Embora não tenham sido interpretadas pelo elenco de Glee, "Ray of Light", "Burning Up", "Justify My Love" e "Frozen" ainda foram utilizadas como trilha sonora. Além disso, todas as faixas do EP, incluindo a bônus, foram lançadas como singles e disponibilizadas para download digital. Na primeira semana após o lançamento, Glee: The Music, The Power of Madonna atingiu o topo da Billboard 200, com 98,000 cópias vendidas.

## Transmissão e repercussão

### Audiência
Na transmissão original de "The Power of Madonna" nos Estados Unidos, de acordo com as estatísticas reveladas pelo serviço de mediação de audiências Nielsen Ratings, o episódio foi visto por uma média de 12,98 milhões de telespectadores e recebeu a classificação de 5,3 e treze de share no perfil demográfico de telespectadores entre os 18–49 anos de idade. No Reino Unido, atraiu 1,98 milhão de telespectadores, tornando-se o programa mais assistido da semana. O episódio teve a maior audiência em seu horário entre o grupo demográfico de 16 a 34 anos. No Canadá, foi visto por 2,096 milhões de telespectadores, tornando-se o sexto programa mais assistido da semana. Na Austrália, Glee atingiu um novo recorde de audiência, liderando seu horário em todos os principais grupos demográficos. Com 1,42 milhão de telespectadores, o programa se tornou o décimo primeiro mais assistido da semana.

### Análises da crítica
"'The Power of Madonna' mostrou Glee em sua melhor forma, com uma narrativa ágil e leve, evitando exageros dramáticos. As performances foram excepcionais, elevando o material original e proporcionando uma experiência incrivelmente divertida".

–Bobby Hankinson sobre o episódio.
Por sua atuação, Lynch ganhou o Emmy do Primetime de melhor atriz secundária numa série de comédia. No Creative Arts Emmy Awards de 2010, Phillip W. Palmer, Doug Andham e Joseph H. Earle foram premiados na categoria de "melhor mixagem de som numa série de comédia ou drama". O episódio "The Power of Madonna" e outros de Glee receberam diversas indicações ao Emmy. Lou A. Eyrich e Marisa Aboitiz foram indicadas por figurino, enquanto Hairography e Theatricality garantiram indicações nas categorias de cabelo e maquiagem, reconhecendo o talento da equipe técnica da série.
Madonna elogiou o episódio em entrevista à Us Weekly, chamando-o de "brilhante em todos os níveis" e destacando o roteiro e a mensagem de igualdade como pontos fortes da produção. O episódio foi amplamente elogiado pela crítica. Ken Tucker, da Entertainment Weekly, descreveu-o como "um dos melhores do ano", além de homenagear Madonna, demonstra uma profunda compreensão de sua relevância cultural. Tim Stack, da Entertainment Weekly, avaliou "The Power of Madonna" como o melhor episódio de Glee até então, atribuindo notas entre "B+" e "A+" para todas as canções apresentadas. Stack e Aly Semigran, da MTV, concordaram que "The Power of Madonna" foi o melhor episódio de Glee até então, com o primeiro afirmando que a produção correspondeu totalmente às suas expectativas. Bobby Hankinson, do Houston Chronicle, elogiou o episódio de forma entusiasmada, chegando a descrevê-lo como "o mais agradável de assistir". Kevin Coll, da Fused Film, elogiou "The Power of Madonna" por aprofundar os personagens de Glee e considerou que o episódio resgatou a série após o retorno pouco empolgante com "Hell-O".
Emily VanDerWerff, do The A.V. Club, deu ao episódio uma nota "B", porém foi mais crítica do que outros especialistas. Embora tenha reconhecido que os números musicais estavam entre os melhores da série, ela considerou que o restante da produção ficou em segundo plano. Também apontou que a frequência elevada de apresentações na primeira metade da temporada comprometeu o equilíbrio narrativo de Glee. Eric Goldman, da IGN, avaliou "The Power of Madonna" com nota 8/10. Embora tenha sido uma das poucas vozes críticas, ele considerou que o roteiro do episódio era um pouco confuso, mas reconheceu que trouxe diversas cenas e momentos memoráveis.